# Natale Di Piazza
Natale Di Piazza (Montelepre, 29 marzo 1920 – Palermo, 15 febbraio 1973) è stato un politico italiano.

## Biografia
Funzionario pubblico, impegnato in politica con il Partito Socialista Italiano, si candida alla Camera alle elezioni politiche del 1958, non risultando eletto; diventa poi deputato il 28 settembre 1961 dopo la morte del collega Francesco Musotto. Alle successive elezioni del 1963 viene rieletto alla Camera dei Deputati, nel 1966 confluisce nel PSI-PSDI Unificati. Conclude il proprio mandato parlamentare nel 1968. 
Morì il 15 febbraio 1973, all'età di 52 anni.